# Rio Itinga (São Paulo)
O Itinga é um rio do Estado de São Paulo que nasce e passa pelo município de Praia Grande, e desagua no Oceano Atlântico.